# Naturpark Lillebælt
Naturpark Lillebælt er en dansk Naturpark og Danmarks største marine naturpark.  Den har et areal på ca. 370 km² hvoraf  ca. 201 km (ca. 54 %)  er beskyttet natur. Ca. 70 % af naturparken er hav. beskyttet natur – dvs. 54 % af naturparken er beskyttet natur (bl.a. en stor del af Natura 2000-område nr. 112 Lillebælt. Ca. 70 % af naturparken er hav. Naturpark Lillebælt blev godkendt 18. december 2017 af friluftsrådet efter at den siden april 2014 blev optaget som pilotnaturpark.. Den omfatter området  fra spidsen af Trelde Næs i  Fredericia Kommune og ned gennem Kolding Kommune til Hejlsminde Nor og over Lillebælt til Wedellsborg i Middelfart Kommune på Fyn, og hele vejen op langs vandet til Båring Vig på nordkysten af Fyn. .
Lillebælt har verdens tætteste bestand af marsvin med op mod 3000 individer.  Desuden er det et  vigtigt yngleområde for eksempelvis havørn, rørhøg og fjordterne, og for trækfugle som hvinand og toppet skallesluger.

## Bælt i ballance
Naturpark Lillebælt fik i marts 2020 17,1 millioner kroner fra Nordea-fonden og Velux Fonden til projektet et femårigt projekt "Bælt i balance", der  blandt andet skal etablere nye stenrev,  etablere  ny forskning om havmiljøet skabe vidensformidling. De tre kommuner omkring naturparken har afsat 15,2 mio. kr. til projektledelse og administration i projektperioden.